# Piney View (Virginia Occidental)
Piney View es un lugar designado por el censo ubicado en el condado de Raleigh en el estado estadounidense de Virginia Occidental. En el Censo de 2010 tenía una población de 989 habitantes y una densidad poblacional de 93,55 personas por km².

## Geografía
Piney View se encuentra ubicado en las coordenadas 37°50′11″N 81°7′48″O / 37.83639, -81.13000. Según la Oficina del Censo de los Estados Unidos, Piney View tiene una superficie total de 10.57 km², de la cual 10.49 km² corresponden a tierra firme y (0.76%) 0.08 km² es agua.

## Demografía
Según el censo de 2010, había 989 personas residiendo en Piney View. La densidad de población era de 93,55 hab./km². De los 989 habitantes, Piney View estaba compuesto por el 97.78% blancos, el 0.71% eran afroamericanos, el 0.3% eran amerindios, el 0.2% eran asiáticos, el 0% eran isleños del Pacífico, el 0% eran de otras razas y el 1.01% pertenecían a dos o más razas. Del total de la población el 0.3% eran hispanos o latinos de cualquier raza.